# Парфений Павлович
Парфений Павлович (болг. Партений Павлович; при рождении Петар Павлов) является известным деятелем болгарского пробуждения.
Он получил образование во время пребывания в Бухаресте в Княжеской академии Константина Брынковяну, после чего он отправился в паломничество в Италию, а по возвращении продолжил учёбу в Янине. Затем он в течение года преподавал в Рисане, чтобы стать протосинкеллом Патриарха Арсения IV. За 15 лет он объехал весь Балканский полуостров с миссией в связи с русско-турецкой войной (1735—1739).
После Белградского мирного договора поселился в Сремских Карловцах. Велись переговоры об избрании первым православным митрополитом Трансильвании, но во время них он умер.
Он вел личную переписку с российской императрицей Елизаветой Петровной и был пионером автобиографического жанра у южных славян.